# Gustav von Peßler
Gustav Ritter von Peßler (* 21. Januar 1861 in Linz; † 21. September 1900 auf Gut Riedau) war ein österreichischer Jurist und Politiker.

## Leben
Als Sohn des Reichsratsabgeordneten Rudolf von Peßler geboren, studierte Gustav von Peßler nach dem Besuch des Linzer Gymnasiums Rechtswissenschaften in Wien und Graz. Während seines Studiums wurde er 1880 Mitglied des Oberösterreichisch-akademischen Vereins Germania Wien (seit 1923 Akademische Burschenschaft Oberösterreicher Germanen Wien). 1884 wurde er zum Dr. iur. promoviert. Nach dem Studium arbeitete er in der Kanzlei seines Vaters und ab 1891 als Rechtsanwalt in Schärding. 1893 wurde er Hof- und Gerichtsadvokat in Linz. Von 1894 bis 1896 leitete er die Linzer Montagspost. Gemeinsam mit Karl Beurle war er einer der Vorkämpfer der Deutschnationalen in Oberösterreich und entschiedener Gegner der Altliberalen. Er gehörte der Deutschen Volkspartei in Oberösterreich an und war zeitweise Mitglied der Parteileitung. Von 1897 bis 1900 war er Abgeordneter des Reichsrats. 1900 wurde er Linzer Gemeinderat. Er war Mitbesitzer der Herrschaften Riedau sowie Achleithen und gehörte dem oberösterreichischen landständigen Adel an.